# يو إف سي ليلة القتال: مويكانو ضد الزومبي الكوري
يو إف سي ليلة القتال: مويكانو ضد الزومبي الكوري (بالإنجليزية: UFC Fight Night: Moicano vs. The Korean Zombie - Wikipedia)‏ هو حدث لفنون القتال المختلطة نظمته يو إف سي، وأُقيم في 22 يونيو 2019، على ساحة بون سيكورس الصحية في غرينفيل، كارولاينا الجنوبية، الولايات المتحدة.